# Zabalceta
Zabalceta (en euskera: Zabaltzeta ) es una localidad española y un concejo de la Comunidad Foral de Navarra perteneciente al municipio de Unciti.

## Ubicación
Está situado en la Merindad de Sangüesa, en la Comarca de Aoiz, a seiscientos m.s.n.m.

## Historia
En 1802 había en el lugar un palacio o granja de la real casa de Roncesvalles. Hasta las reformas municipales de 1835-1845 el diputado del valle gobernaba Zabalceta. Los regidores se elegían entre los vecinos del pueblo. Funcionaba un molino harinero y el correo llegaba tres veces por semana desde Monreal.

## Demografía
Su población en 2014 fue de 15 habitantes (INE).

## Patrimonio
Cuenta con la iglesia parroquial de San Lorenzo, de construcción sencilla y planta rectangular con cabecera plana. La portada es de arco de medio punto. En su interior contiene un retablo moderno. Tuvo una talla medieval de Virgen cedente, que fue robada en 1980. Por lo demás, no tiene gran valor arquitectónico.